# Liste der Delta-IV-Raketenstarts

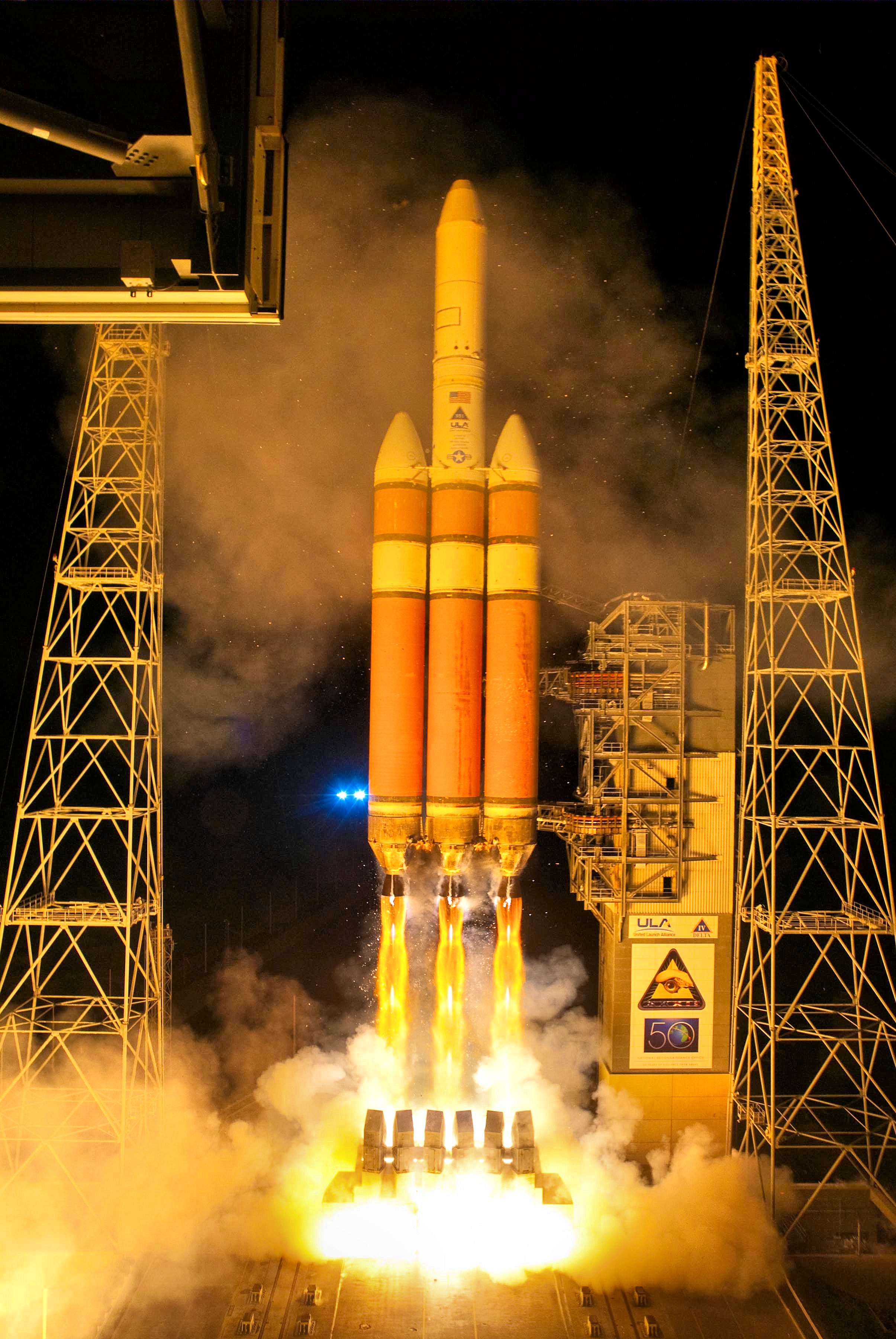
Start einer Delta IV Heavy im November 2010

Die Liste der Delta-IV-Raketenstarts umfasst alle Starts amerikanischer Trägerraketen des Typs Delta IV.

## Startliste
| Lfd. Nr. | Start-Datum (UTC) | Typ | Ser.-Nr. | Startplatz | Mission Nutzlast | Art der Nutzlast | Orbit 1 | Anmerkungen |
| 2002 – 2003 – 2004 – 2006 – 2007 – 2009 – 2010 – 2011 – 2012 – 2013 – 2014 – 2015 – 2016 – 2017 – 2018 – 2019 – 2020 – 2021 – 2022 – 2023 – 2024 | 2002 – 2003 – 2004 – 2006 – 2007 – 2009 – 2010 – 2011 – 2012 – 2013 – 2014 – 2015 – 2016 – 2017 – 2018 – 2019 – 2020 – 2021 – 2022 – 2023 – 2024 | 2002 – 2003 – 2004 – 2006 – 2007 – 2009 – 2010 – 2011 – 2012 – 2013 – 2014 – 2015 – 2016 – 2017 – 2018 – 2019 – 2020 – 2021 – 2022 – 2023 – 2024 | 2002 – 2003 – 2004 – 2006 – 2007 – 2009 – 2010 – 2011 – 2012 – 2013 – 2014 – 2015 – 2016 – 2017 – 2018 – 2019 – 2020 – 2021 – 2022 – 2023 – 2024 | 2002 – 2003 – 2004 – 2006 – 2007 – 2009 – 2010 – 2011 – 2012 – 2013 – 2014 – 2015 – 2016 – 2017 – 2018 – 2019 – 2020 – 2021 – 2022 – 2023 – 2024 | 2002 – 2003 – 2004 – 2006 – 2007 – 2009 – 2010 – 2011 – 2012 – 2013 – 2014 – 2015 – 2016 – 2017 – 2018 – 2019 – 2020 – 2021 – 2022 – 2023 – 2024 | 2002 – 2003 – 2004 – 2006 – 2007 – 2009 – 2010 – 2011 – 2012 – 2013 – 2014 – 2015 – 2016 – 2017 – 2018 – 2019 – 2020 – 2021 – 2022 – 2023 – 2024 | 2002 – 2003 – 2004 – 2006 – 2007 – 2009 – 2010 – 2011 – 2012 – 2013 – 2014 – 2015 – 2016 – 2017 – 2018 – 2019 – 2020 – 2021 – 2022 – 2023 – 2024 | 2002 – 2003 – 2004 – 2006 – 2007 – 2009 – 2010 – 2011 – 2012 – 2013 – 2014 – 2015 – 2016 – 2017 – 2018 – 2019 – 2020 – 2021 – 2022 – 2023 – 2024 |
| 2002 | 2002 | 2002 | 2002 | 2002 | 2002 | 2002 | 2002 | 2002 |
| --- | --- | --- | --- | --- | --- | --- | --- | --- |
| 01 | 20. November 2002 22:39 | Delta IV Medium+ (4,2) | D-293 | CC SLC-37B | Eutelsat W5 | kommerzieller Kommunikationssatellit | GTO | Erfolg |
| 2003 | | | | | | | | |
| 02 | 11. März 2003 00:59 | Delta IV Medium | D-296 | CC SLC-37B | DSCS-3 A3 | militärischer Kommunikationssatellit | GTO | Erfolg |
| 03 | 29. August 2003 23:13 | Delta IV Medium | D-301 | CC SLC-37B | DSCS-3 B6 | militärischer Kommunikationssatellit | GTO | Erfolg |
| 2004 | | | | | | | | |
| 04 | 21. Dezember 2004 21:50 | Delta IV Heavy | D-310 | CC SLC-37B | DemoSat, 3CS 1, 3CS 2 | Dummy-Satellit und Experimentalsatelliten | Bahn dicht unterhalb des GSO geplant | Teilerfolg Aufgrund eines Raketenfehlers eine niedrigere Umlaufbahn als vorgesehen erreicht, Experimentalsatelliten verglüht |
| 2006 | | | | | | | | |
| 05 | 24. Mai 2006 22:11 | Delta IV Medium+ (4,2) | D-315 | CC SLC-37B | GOES-N | Wettersatellit | GTO mit hohem Perigäum | Erfolg, erster Start für die NASA und NOAA |
| 06 | 28. Juni 2006 03:33 | Delta IV Medium+ (4,2) | D-317 | VAFB SLC-6 | NROL-22 | Aufklärungssatellit des NRO mit SBIRS-HEO-Frühwarnkomponente                                                                                     | HEO (Molnija-Orbit) | Erfolg, erster Start von der Vandenberg Air Force Base |
| 07 | 4. November 2006 13:53 | Delta IV Medium | D-320 | VAFB SLC-6 | DMSP 5D3-F17 | militärischer Wettersatellit auf polarer Umlaufbahn                                                                                              | SSO | Erfolg |
| 2007 | | | | | | | | |
| 08 | 11. November 2007 01:50 | Delta IV Heavy | D-329 | CC SLC-37B | DSP 23 | Satellit zur Frühwarnung vor Raketenstarts | GEO | Erfolg, Zweiter Start der Delta IV Heavy |
| 2009 | | | | | | | | |
| 09 | 18. Januar 2009 02:47 | Delta IV Heavy | D-337 | CC SLC-37B | NROL-26 | Aufklärungssatellit mit 350 Fuß Antenne für Abhörzwecke des NRO                                                                                  | GEO | Vermutlich ein Erfolg. Details wurden aber geheim gehalten. |
| 10 | 27. Juni 2009 22:51 | Delta IV Medium+ (4,2) | D-342 | CC SLC-37B | GOES O | Wettersatellit | GTO mit hohem Perigäum | Erfolg |
| 11 | 6. Dezember 2009 01:47 | Delta IV Medium+ (5,4) | D-346 | CC SLC-37B | WGS 3 | militärischer Kommunikationssatellit | GTO | Erfolg |
| 2010 | | | | | | | | |
| 12 | 4. März 2010 23:57 | Delta IV Medium+ (4,2) | D-348 | CC SLC-37B | GOES P | Wettersatellit | GTO mit hohem Perigäum | Erfolg |
| 13 | 28. Mai 2010 03:00 | Delta IV Medium+ (4,2) | D-349 | CC SLC-37B | GPS IIF-1 | militärischer Navigationssatellit | GPS-Orbit | Erfolg |
| 14 | 21. November 2010 22:58 | Delta IV Heavy | D-351 | CC SLC-37B | NROL-32 | Aufklärungssatellit des NRO, vermutlich mit 100-Meter-Antenne für Abhörzwecke                                                                    | vermutlich Geosynchrone Umlaufbahn | Erfolg |
| 2011 | | | | | | | | |
| 15 | 20. Januar 2011 21:10 | Delta IV Heavy | D-352 | VAFB SLC-6 | NROL-49 | Aufklärungssatellit des NRO | Vermutlich SSO 200–1000 km | Erfolg |
| 16 | 11. März 2011 23:38 | Delta IV Medium | D-353 | CC SLC-37B | NROL-27 | Aufklärungssatellit des NRO | | Erfolg |
| 17 | 16. Juli 2011 06:41 | Delta IV Medium+ (4,2) | D-355 | CC SLC-37B | GPS 2F-2 | Navigationssatellit | GPS-Orbit | Erfolg |
| 2012 | | | | | | | | |
| 18 | 20. Januar 2012 00:38 | Delta IV Medium+(5,4) | D-358 | CC SLC-37B | WGS 4 | Kommunikationssatellit | GTO | Erfolg |
| 19 | 3. April 2012 23:12:57 | Delta IV Medium+(5,2) | D-359 | VAFB SLC-6 | NROL-25 (TOPAZ 2) | Aufklärungssatellit des NRO | 123° zum Äquator geneigt (retrograd) und 685 Meilen hoch                                                                                         | Erfolg |
| 20 | 29. Juni 2012 13:15 | Delta IV Heavy | D-360 | CC SLC-37B | NROL-15 | Aufklärungssatellit des NRO | Entweder GSO oder LEO bzw. MEO Umlaufbahn mit höherer Inklination                                                                                | Erfolg – Erste Rakete mit den leistungsgesteigerten RS-68A Triebwerken |
| 21 | 4. Oktober 2012 12:10 | Delta IV Medium+ (4,2) | D-361 | CC SLC-37B | GPS 2F-3 | Navigationssatellit | GPS-Orbit | Erfolg – Das Triebwerk der zweiten Stufe hatte Minderleistung, was jedoch durch längere Brennzeiten kompensiert wurde. Stufe danach in eine Müllbahn entsorgt. Grund für die Minderleistung war ein Leck in der Brennkammerwand, durch das Treibstoff zur Seite austrat. |
| 2013 | | | | | | | | |
| 22 | 25. Mai 2013 00:27 | Delta IV Medium+ (5,4) | D-362 | CC SLC-37B | WGS-5 | Kommunikationssatellit | GTO | Erfolg |
| 23 | 8. August 2013 00:29 | Delta IV Medium+ (5,4) | D-363 | CC SLC-37B | WGS-6 | Kommunikationssatellit | GTO | Erfolg |
| 24 | 28. August 2013 18:03 | Delta IV Heavy | D-364 | VAFB SLC-6 | NROL-65 | Aufklärungssatellit des NRO | wahrscheinlich SSO | Erfolg |
| 2014 | | | | | | | | |
| 25 | 21. Februar 2014 01:59 | Delta IV Medium+ (4,2) | D-365 | CC SLC-37B | GPS 2F-5 | Navigationssatellit | GPS-Orbit | Erfolg |
| 26 | 17. Mai 2014 00:03 | Delta IV Medium+ (4,2) | D-366 | CC SLC-37B | GPS 2F-6 | Navigationssatellit | GPS-Orbit | Erfolg |
| 27 | 28. Juli 2014 23:28 | Delta IV Medium+ (4,2) | D-368 | CC SLC-37B | AFSPC 4: GSSAP 1 & 2, ANGELS | 2 Weltraumüberwachungssatelliten und Technologieerprobungssatellit                                                                               | LEO | Erfolg |
| 28 | 5. Dezember 2014 12:05 | Delta IV Heavy | D-369 | CC SLC-37B | Orion MPCV | EFT-1, unbemannter Test des Orion-Raumschiffes                                                                                                   | MEO (Wiedereintrittsbahn) | Erfolg |
| 2015 | | | | | | | | |
| 29 | 25. März 2015 18:36 | Delta IV Medium+ (4,2) | D-371 | CC SLC-37B | GPS 2F-9 | Navigationssatellit | GPS-Orbit | Erfolg |
| 30 | 24. Juli 2015 00:07 | Delta IV Medium+ (5,4) | D-372 | CC SLC-37B | WGS 7 | Kommunikationssatellit | GTO | Erfolg |
| 2016 | | | | | | | | |
| 31 | 10. Februar 2016 11:40:32 | Delta IV Medium+ (5,2) | D-373 | VAFB SLC-6 | NROL-45 (TOPAZ 4) (USA 267) | Aufklärungssatellit | Retrograd, 123° Inklination | Erfolg |
| 32 | 11. Juni 2016 17:51 | Delta IV Heavy | D-374 | CC SLC-37B | NROL-37 (USA 268) | Aufklärungssatellit | | Erfolg |
| 33 | 19. August 2016 04:52 | Delta IV Medium+ (4,2) | D-375 | CC SLC-37B | AFSPC 6: GSSAP 3 & 4 (USA 270) | militärische Satelliten | GTO | Erfolg |
| 34 | 7. Dezember 2016 23:53 | Delta IV Medium+ (5,4) | D-376 | CC SLC-37B | WGS 8 (USA 272) | Kommunikationssatellit | GTO | Erfolg |
| 2017 | | | | | | | | |
| 35 | 19. März 2017 00:18 | Delta IV Medium+ (5,4) | D-377 | CC SLC-37B | WGS 9 (USA 275) | Kommunikationssatellit | GTO | Erfolg |
| 2018 | | | | | | | | |
| 36 | 12. Januar 2018 22:10 | Delta IV Medium+ (5,2) | D-379 | VAFB SLC-6 | NROL-47 (USA 281) | Aufklärungssatellit | LEO | Erfolg |
| 37 | 12. August 2018 07:31 | Delta IV Heavy | D-380 | CC SLC-37B | Parker Solar Probe | Raumsonde | Fluchtbahn | Erfolg |
| 2019 | | | | | | | | |
| 38 | 19. Januar 2019 19:10 | Delta IV Heavy | D-382 | VAFB SLC-6 | NROL-71 (USA 290) | Aufklärungssatellit | LEO | Erfolg |
| 39 | 16. März 2019 00:26 | Delta IV Medium+ (5,4) | D-383 | CC SLC-37B | WGS-10 (USA 291) | Kommunikationssatellit | LEO | Erfolg |
| 40 | 22. August 2019 13:06 | Delta IV Medium+ (4,2) | D-384 | CC SLC-37B | GPS III-2 (USA 293) | Navigationssatellit | GPS-Orbit | Erfolg – letzter Start der Delta IV Medium |
| 2020 | | | | | | | | |
| 41 | 11. Dezember 2020 01:09 | Delta IV Heavy | D-385 | CC SLC-37B | NROL-44 (USA 311) | Aufklärungssatellit | GTO | Erfolg |
| 2021 | | | | | | | | |
| 42 | 26. April 2021 20:47 | Delta IV Heavy | D-386 | VAFB SLC-6 | NROL-82 (USA 314) | Aufklärungssatellit | LEO | Erfolg |
| 2022 | | | | | | | | |
| 43 | 24. September 2022 22:25 | Delta IV Heavy | D-387 | VAFB SLC-6 | NROL-91 | Aufklärungssatellit | LEO | Erfolg |
| 2023 | | | | | | | | |
| 44 | 22. Juni 2023 09:18 | Delta IV Heavy | D-388 | CC SLC-37B | NROL-68 | Aufklärungssatellit | GTO | Erfolg |
| 2024 | | | | | | | | |
| 45 | 9. April 2024 17:53 | Delta IV Heavy | D-389 | CC SLC-37B | NROL-70 | Aufklärungssatellit | | Erfolg – letzter Start einer Delta IV |